# My Apocalypse
«My Apocalypse» es una canción y segundo sencillo de Death Magnetic, el noveno álbum de estudio de la banda californiana Metallica. Esta canción supone la última de las diez que conforman el álbum de estudio y fue estrenada el 25 de agosto en las páginas web oficiales del grupo Metallica.com y MisionMetallica.com. En esta canción, el grupo retoma el estilo thrash metal rápido y pesado que tantos éxitos les brindó en la década de los ochenta y se asemeja mucho a las canciones del álbum Kill 'Em All.
Este sonido tan característico del grupo viene claramente influenciado por anteriores canciones de Metallica como «Metal Militia» de Kill 'Em All, «Fight Fire with Fire» de Ride the Lightning, «Damage, Inc.» de Master of Puppets, «Dyers Eve» de ...And Justice for All, y «The Struggle Within» del Metallica, que suponen también los temas más orientados al thrash en los álbumes de la banda.
La canción obtuvo un Grammy por "Mejor ejecución de metal" en el 2009 venciendo a canciones como «Psychosocial» de Slipknot y «Heroes of Our Time» de Dragonforce.
En el sitio web del grupo musical se dio a la luz una nueva introducción por lo que James Hetfield escribió: "Hemos podido disfrutar de tocar «My Apocalypse» aquí en el camino, pero sentí que podría utilizar algo extra. Decidimos que era necesario enfriar una introducción a fin de establecer el estado de ánimo".
El título del álbum Death Magnetic procede de uno de los versos de esta canción.

## Créditos
- James Hetfield: Voz y guitarra rítmica.
- Kirk Hammett: Guitarra líder.
- Robert Trujillo: Bajo eléctrico.
- Lars Ulrich: Batería y percusión.